# Eurytoma contractura
Eurytoma contractura är en stekelart som beskrevs av Bugbee 1967. Eurytoma contractura ingår i släktet Eurytoma och familjen kragglanssteklar. Inga underarter finns listade i Catalogue of Life.